# Rue Jolimont
Pour les articles homonymes, voir Jolimont.
La rue Jolimont (en occitan : carrièra Belmont) est une voie de Toulouse, chef-lieu de la région Occitanie, dans le Midi de la France.

## Situation et accès

### Description
La rue Jolimont est une voie publique. Elle se trouve dans le quartier de Marengo-Jolimont, dans le secteur 4 - Est.
Elle naît perpendiculairement à l'avenue Léon-Blum, presque au niveau du carrefour avec la rue Bernard-Ortet. Rectiligne, longue de 366 mètres et d'une largeur régulière de 7 mètres, elle est orientée au nord-ouest, suivant approximativement une ligne de niveau de la colline du Calvinet – ou de Jolimont – entre 180 et 169 mètres d'altitude. Elle donne naissance, après 48 mètres, à la rue André-Chénier, à gauche, et à la rue des Redoutes, à droite. Elle rencontre ensuite la rue Noémie-Dessalles, puis reçoit la rue du Maréchal-Gallieni. Elle se termine au carrefour de la rue Frédéric-Petit, à proximité immédiate de l'entrée du collège de Marengo.
La chaussée compte, entre l'avenue Léon-Blum et la rue des Redoutes, une voie de circulation automobile dans chaque sens puis, entre la rue des Redoutes et la rue Noémie-Dessalles, une seule voie de circulation en sens unique, et enfin, entre la rue Noémie-Dessalles et la rue Frédéric-Petit, une seule voie de circulation à double-sens. Elle est définie comme une zone 30 et la vitesse y est limitée à 30 km/h. Il n'existe ni piste, ni bande cyclable, quoiqu'elle soit à double-sens cyclable dans les parties en sens unique automobile.

### Voies rencontrées
La rue Jolimont rencontre les voies suivantes, dans l'ordre des numéros croissants (« g » indique que la rue se situe à gauche, « d » à droite) :
1. Avenue Léon-Blum
2. Rue Bernard-Ortet (g)
3. Rue André-Chénier (g)
4. Rue des Redoutes (d)
5. Rue Noémie-Dessalles
6. Rue Maréchal-Gallieni (d)
7. Rue Frédéric-Petit

### Transports
La rue Jolimont se trouve à proximité de la station de métro du même nom. On y trouve également le terminus de la ligne de bus 37. De plus, l'avenue Léon-Blum est également parcourue par la ligne du Linéo L9.

## Odonymie
La rue, ouverte à partir de 1875, s'est d'abord appelée rue de la Chaumière : c'était le nom d'une des villas construites le long du chemin. En 2001, il a été réattribué à une voie nouvelle, au carrefour de l'avenue Léon-Blum, de l'avenue Henri-Guillaumet et de l'avenue Yves-Brunaud, face à l'entrée de l'ancienne École nationale supérieure d'ingénieurs de constructions aéronautiques (actuel no 23 avenue Henri-Guillaumet).
En 1905, la rue de la Chaumière est devenue la rue Jolimont. L'origine exacte de ce nom est peu claire : selon le géographe toulousain Jean Coppolani, il lui viendrait d'une villa « Jolimont », située en bordure de la rue. Pour l'historien local Pierre Salies, il était appliqué, depuis le XIXe siècle, au petit plateau au nord de la colline du Calvinet. Dans tous les cas, il connut une grande popularité, puisqu'il a été donné à une impasse, une place, mais aussi à tout un quartier et à la station de métro qui le dessert. 

## Patrimoine et lieux d'intérêt

### Résidence Jolimont
La résidence Jolimont est un immeuble de grande hauteur qui s'élève sur 51 mètres et 16 étages. Il est construit entre 1964 et 1965 à l'angle de l'avenue Léon-Blum (actuel no 7) et de la rue Jolimont (actuel no 2).

### Maisons

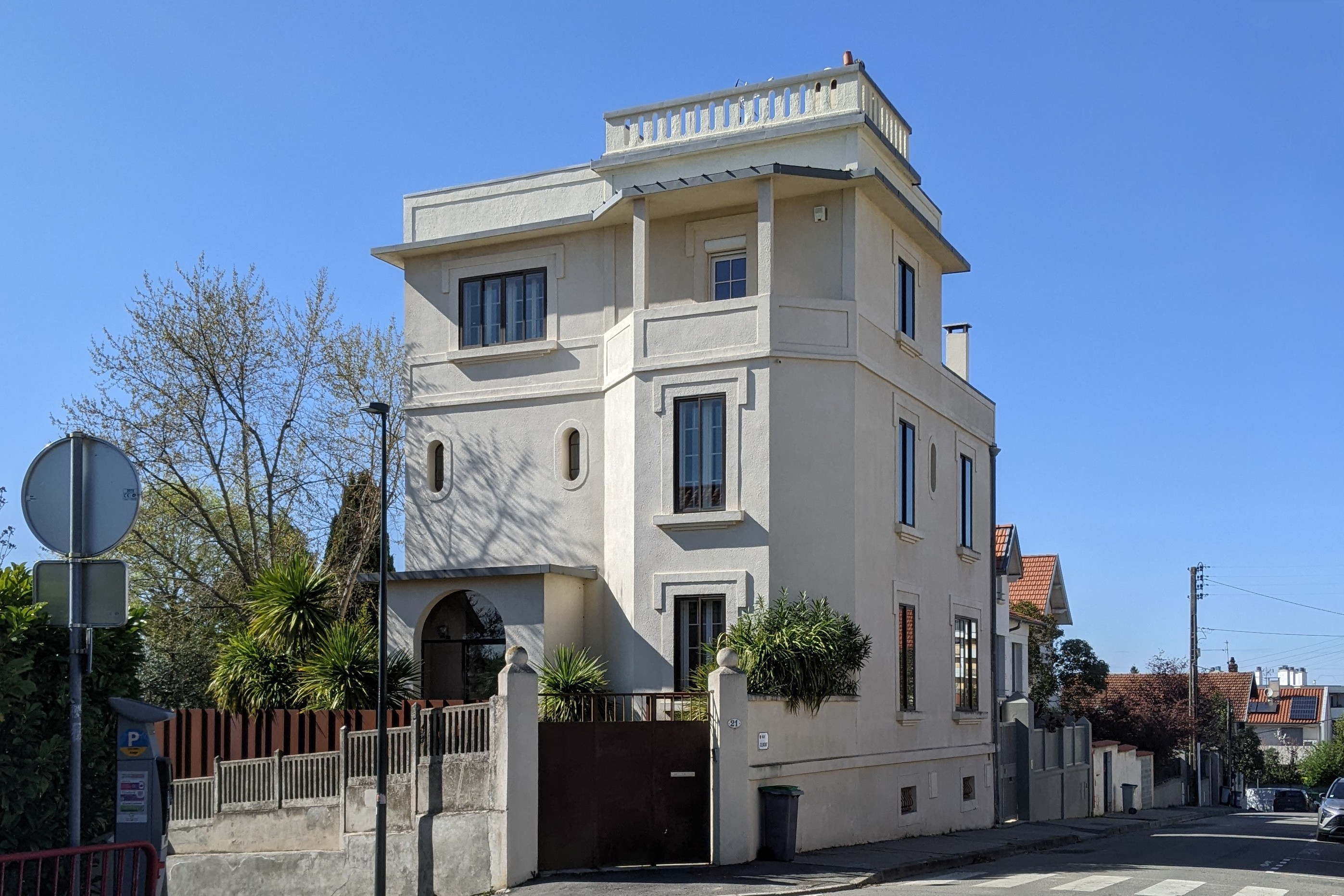
no 21 : maison Art déco.

- no  1 : villa La Rafale (deuxième moitié du XIXe siècle)[5].
- no  5 : maison toulousaine (deuxième moitié du XIXe siècle)[6].
- no  15 : maison (deuxième moitié du XIXe siècle)[7].
- no  21 : maison (deuxième quart du XXe siècle)[8].
- no  23 : maison (deuxième quart du XXe siècle)[9].
- no  24 : maison (deuxième moitié du XXe siècle).
- no  31 : maison (deuxième quart du XXe siècle)[10].
- no  32 : maison (deuxième quart du XXe siècle)[11].